# 塞拉瓦莱-皮斯托耶塞
塞拉瓦莱-皮斯托耶塞（義大利語：Serravalle Pistoiese），是意大利托斯卡纳大区皮斯托亚省的一个市镇。总面积42平方公里，人口11464人，人口密度273.0人/平方公里（2009年）。ISTAT代码为047020。

## 友好城市
- 法國 于泽什